# Fabio Viola
Fabio Viola (Roma, 1975) è uno scrittore e traduttore italiano.

## Biografia
Esordisce con la curatela dell'antologia di racconti Effetti collaterali (Giulio Perrone Editore, 2006), con la prefazione del giornalista Oliviero Beha. Nel 2008 pubblica Italia 2 - viaggio nel Paese che abbiamo inventato (minimum fax, con Cristiano de Majo), raccolta di reportage narrativi da luoghi italiani trasfigurati dai media o dal turismo di massa. Nel 2009 un reportage narrativo sul Fashion District Outlet di Valmontone (sempre con Cristiano de Majo) è incluso nell'antologia Sono come tu mi vuoi. Storie di lavori, pubblicata da Laterza.
Nel 2010 esce il suo primo romanzo, Gli intervistatori (Ponte alle Grazie). Nel 2011, per la rivista svizzera Galatea, scrive tre lunghi reportage sul terremoto e maremoto che ha colpito il Giappone, Paese in cui ha vissuto dal 2006 al 2010
Il 25 marzo del 2015 esce il romanzo I dirimpettai (Baldini&Castoldi), che viene candidato al premio Strega edizione 2015.ed escluso dalla semifinale
Parallelamente all'attività di scrittore, dal 2012 svolge il lavoro di traduttore. Per l'editore Playground traduce Edmund White e Helen Humphreys.
Collabora con VICE magazine Italia, l'Unità on-line, Galatea, e Orwell, il supplemento culturale di Pubblico Giornale curato da Christian Raimo.

## Opere

### Libri
- Criistiano de Majo e Fabio Viola, Italia 2 - viaggio nel Paese che abbiamo inventato, minimum fax, 2008
- Gli intervistatori, Ponte alle Grazie, 2010
- Sparire, Marsilio, 2013
- Diva Futura, Indiana, 2014
- I dirimpettai, Baldini&Castoldi, 2015

### Curatele
- Giorgio Specioso, Tullia Fabiani e altri, Effetti collaterali: dal caso Ricucci a Vanna Marchi, Giulio Perrone, 2006, ISBN 978-88-6004-049-7

### Racconti
- Ritorno, Feltrinelli, 2012 (in e-book)

### Racconti in antologie collettive
- [Titolo?]  in Al di là del fegato, Coniglio Editore, 2006
- [Titolo?] in Voi siete qui, minimum fax, 2007
- Reportage narrativo dall'outlet di Valmontone, con Cristiano de Majo, in Sono come tu mi vuoi. Storie di lavori, Laterza, 2009

- Deep Balduina in ESC - quando tutto finisce, Hacca edizioni, 2012 (prefazione di Marcello Fois)
- Gli eroi perfetti in La vita sobria, Neo Edizioni, 2014